# Gendarmenmarkt

Deutscher Dom (2005), ubicado en la plaza.

La Gendarmenmarkt (Mercado de los Gendarmes) es una plaza localizada en el centro de Berlín. Se la considera la plaza más bella de la ciudad. El edificio central de la plaza es el Konzerthaus; en el lado norte (derecha en la foto) está la Französischer Dom (Catedral Francesa) y en el lado sur la Deutscher Dom (Catedral Alemana).

## Historia
La plaza se crea a partir de 1688 según planes de Johann Arnold Nering como parte de Friedrichstadt, un suburbio planeado por el futuro Federico I de Prusia. En este suburbio se asentaron gran parte de los inmigrantes hugonotes franceses, a los que el "Gran Elector", Federico Guillermo I de Brandeburgo, les había concedido derechos ciudadanos y la protección de su libertad religiosa por medio del edicto de Potsdam en 1685.
Federico I de Prusia le concedió, tanto a la comunidad luterana como a la comunidad reformada francesa, un lugar para construir sus respectivas iglesias. Para el año 1701 ya existían ambos edificios, pero sin las torres, que fueron construidas posteriormente.

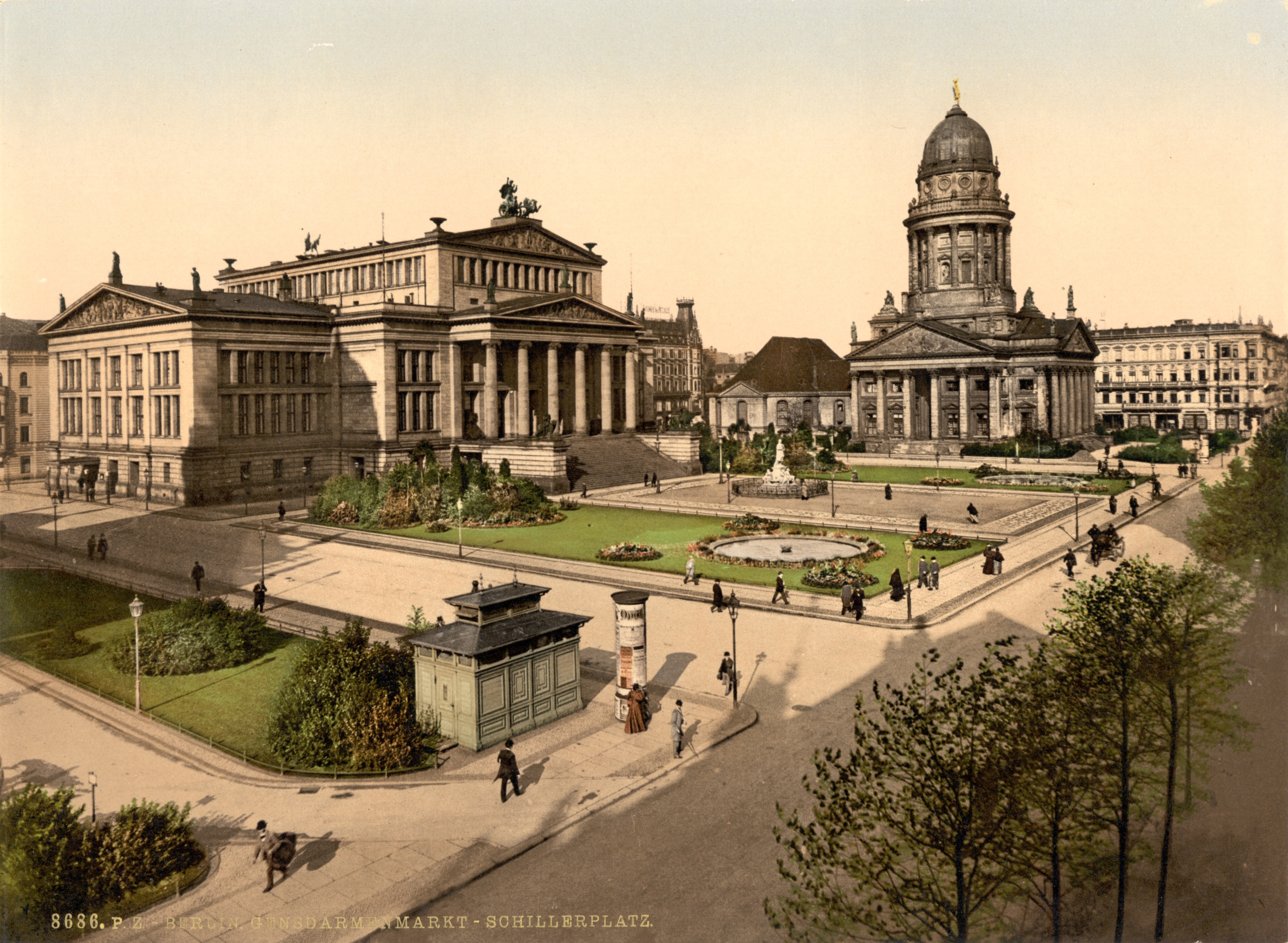
Gendarmenmarkt en 1900.

Su verdadera forma la alcanzó esta plaza entre los años 1780 y 1785 bajo el reinado de Federico II, cuando se construyeron las torres con cúpulas gemelas según planes de Carl von Gontard, que siguió como modelo La Piazza del Popolo en Roma. 
Originalmente planeada como un mercado, la plaza llevó en el siglo XVII el nombre de Linden-Markt. En el siglo XVIII tuvo los nombres de Mittelmark y luego Neuer Markt. Su nombre actual lo obtiene en 1799 en memoria del regimiento de coraceros Gens d'Armes, cuyas caballerizas estuvieron en el lugar hasta 1773. En ese año Federico II mandó desmantelar las caballerizas y reconstruir la plaza según planes de Georg Christian Unger. Entre ambas iglesias se construyó un pequeño teatro francés. Este fue sustituido en 1802 por un Teatro Nacional con 2.000 plazas por el arquitecto Carl Gotthard Langhans. Este teatro se quemó completamente en 1817, lo que dio lugar a la construcción del actual Konzerthaus por Friedrich Schinkel, terminado en 1821 y que hasta el día de hoy es el punto central de la plaza.
El Monumento a Schiller frente al Konzerthaus fue una comisión realizada por el escultor Reinhold Begas. La primera piedra se puso el 10 de noviembre de 1859 en conmemoración del centenario del nacimiento del poeta. La estatua fue develada doce años después. Entre 1871 y 1936 esta parte del Gendarmenmarkt fue conocida como Schillerplatz (Plaza Schiller). En 1936 se quitaron los jardines y se pusieron las lozas que existen hasta el día de hoy.
En la Segunda Guerra Mundial el Gendarmenmarkt sufrió fuertes daños, pero fue reconstruida con el paso del tiempo. Durante el régimen de la RDA el nombre oficial de la plaza era Platz der Akademie (Plaza de la Academia). El 2 de octubre de 1990 el Gendarmenmark fue escenario del último acto público de la RDA cuando Kurt Masur condujo la Novena Sinfonía de Beethoven ante el último Jefe de Gobierno de la RDA, Lothar de Maizière. Tras la reunificación de Alemania la plaza recobró su nombre histórico, Gendarmenmarkt.

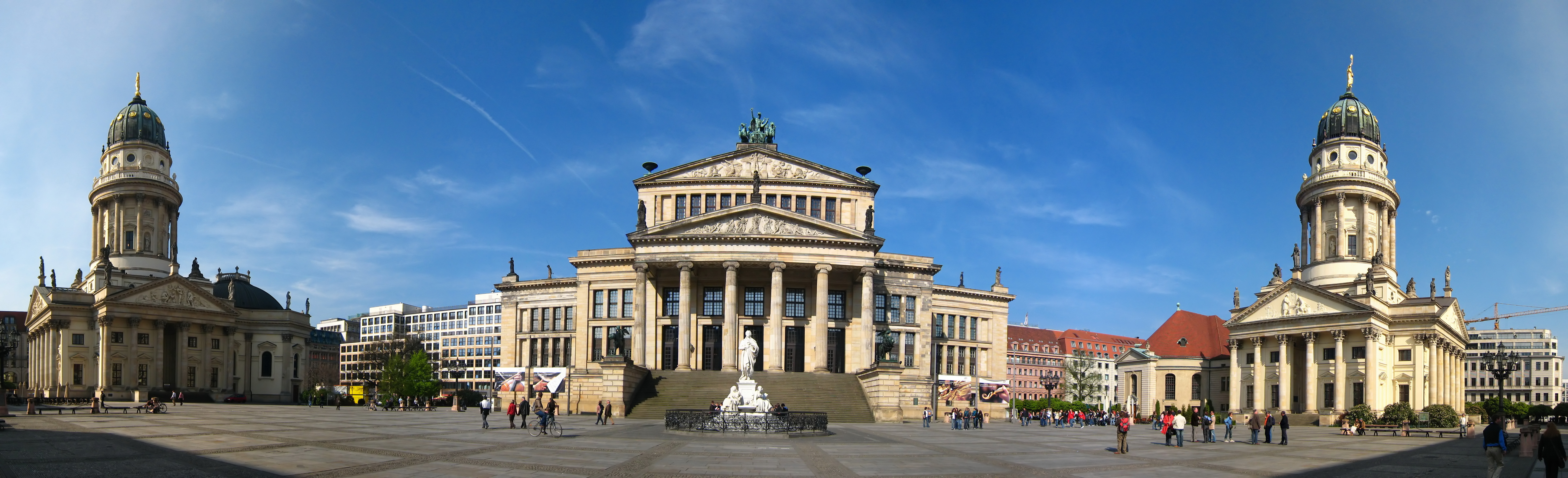
Panorama del Gendarmenmarkt en 2008.